# 三枝虎吉
三枝 虎吉（さいぐさ とらよし）は、戦国時代から安土桃山時代にかけての武将。甲斐武田氏の家臣。足軽大将。

## 生涯
永正8年（1511年）、三枝守綱の子として誕生。
『甲陽軍鑑』『寛永諸家系図伝』に拠れば虎吉は子・昌貞（守友）らと武田信虎の代から仕え、56騎持の侍大将であったという。三枝氏は古代甲斐国の在庁官人である三枝氏の子孫とされるが不明で、山梨県中央市木原には三枝氏屋形跡が所在し、虎吉の本領であった可能性が考えられている。三枝氏は武田氏譜代家老の山県昌景を寄親とし、虎吉の嫡男・昌貞は昌景の娘婿になったとされ、山県姓を名乗っている。
虎吉は弘治2年（1556年）に高野山成慶院に舅の追善供養を依頼しているほか、翌弘治3年（1557年）には長坂虎房（光堅）、室住虎光らと役銭徴収を行っており、武田家奉行人としての活動が見られる。
永禄7年（1564年）には上野国、永禄13年（1570年）の今川領国の侵攻（駿河侵攻）後には駿河田中城に在城していることが確認される。嫡男・昌貞は信玄側近として仕えているが長篠の戦いにおいて戦死し、『寛永譜』によれば昌貞の嫡男・守吉は幼年であったため、叔父に当たる昌吉が名代を務めたという。
時期は不明であるが虎吉は子・吉親を勘当するが、吉親は天正5年（1577年）以降に勝頼側近の大竜寺麟岳の斡旋により仁科盛信に仕官したという。
虎吉は武田滅亡後まで存命し、『甲陽軍鑑』に拠れば織田信長の甲州征伐の頃は依田信蕃と駿河田中城を守備していたという。武田氏の滅亡後は甲斐を確保した徳川氏に仕え、知行宛行状において工藤喜盛・市川元松・石原昌明らと初期の徳川四奉行に就任していることが確認される。
虎吉はまもなく隠居し、四奉行の後任は桜井信忠が着任している。虎吉は天正12年4月12日に死去し、近世の三枝氏は昌貞の嫡男・盛吉系と昌吉家の二家が存続している。